# Pseudocladochonus
Pseudocladochonus is een geslacht van koralen uit de familie van de Clavulariidae.

## Soort
- Pseudocladochonus hicksoni Versluys, 1907